# Université de Benghazi
L'université de Benghazi (en arabe: جامعة بنغازي), aussi connue sous le nom d'université Garyounis, est la plus ancienne université de Libye. Comme son nom l'indique, elle est localisée à Benghazi. 